# DF-21
Le DF-21, ou Dong Feng-21 (du chinois : 东风, signifiant « vent d'est »), est un missile balistique à portée intermédiaire développé par la Chine. Désigné CSS-5 par le département de la défense américain (DoD), il est porteur de l'arme nucléaire et entra en service en 1991.

## Développement
Le développement commença à la fin des années 1960 et fut terminé entre 1985 et 1986, mais le missile ne fut pas déployé avant 1991. Il fut conçu à partir du missile JL-1, lancé depuis les sous-marins, et fut le premier missile à carburant solide basé à terre des Chinois. En 2008, le département de la défense des États-Unis a estimé les disponibilités de l'armée chinoise à environ 60 ou 80 missiles, ainsi que 60 lanceurs.

## Caractéristiques
Le DF-21 est un missile balistique à portée intermédiaire, appartenant à la grande famille des missiles Dong Feng et conçu par la China Changfeng Mechanics and Electronics Technology Academy. Propulsé par des moteurs-fusées à carburant solide, il est doté de deux étages et d'une charge militaire unique.
Bien que le lanceur soit mobile, un lancement nécessite tout de même beaucoup de véhicules de soutien et une aire de lancement spécialement préparée, afin de prévenir les dommages causés par le souffle produit par le moteur du missile. En effet, le missile est lancé selon un procédé de « lancement chaud »,.
Conçue à l'origine comme une arme stratégique, les dernières versions du DF-21 ont été étudiées pour pouvoir accomplir à la fois des missions nucléaires et conventionnelles. En parallèle à sa tête nucléaire de 300 kT, il est supposé que le missile soit également parfois doté de charges militaires classiques hautement explosives (HE) ou à sous-munitions. Le DF-21D, dernière version en date du missile est présentée comme étant le premier missile antinavire balistique (ASBM - Anti-Ship Ballistic Missile). Il existe également une variante du missile destinée à détruire les satellites ou les missiles en vol.

## Versions

### DF-21 (CSS-5 Mod-1)
La version de base du DF-21 avait une portée de plus de 1 770 km et une charge utile de 600 kg. Le missile pouvait emporter une ogive nucléaire unique d'une puissance de 500 kT, avec une erreur circulaire probable d'environ 300 à 400 m.
Cette version n'est jamais entrée en service opérationnel.

### DF-21A (CSS-5 Mod-2)
Le DF-21A fut mis en service en 1996 et avait une précision améliorée, avec une erreur circulaire probable ramenée à environ 100 ~ 300 m. Cette précision était due principalement à un guidage GPS et à un guidage terminal confié à un radar actif installé dans le nez modifié du missile.
La portée de cette version était similaire à celle de la première : 1 770 km.

### DF-21C (CSS-5 Mod-3)
Révélée en 2006, la version DF-21C serait une modification du DF-21. Sa désignation réelle demeure inconnue, mais il serait possible qu'elle soit assimilée à une variante du missile DF-25.
Sa portée maximale serait d'environ 1 700 km. Sa précision serait bien meilleure que sur les modèles précédents, grâce à l'emploi d'un système de guidage par GPS. Une ECP d'environ 30 à 40 m lui permettrait par exemple d'être employé pour des attaques de grande précision.
En 2010, le DF-21C était en cours de déploiement au centre de la Chine occidentale.

### DF-21D (CSS-5 Mod-4)

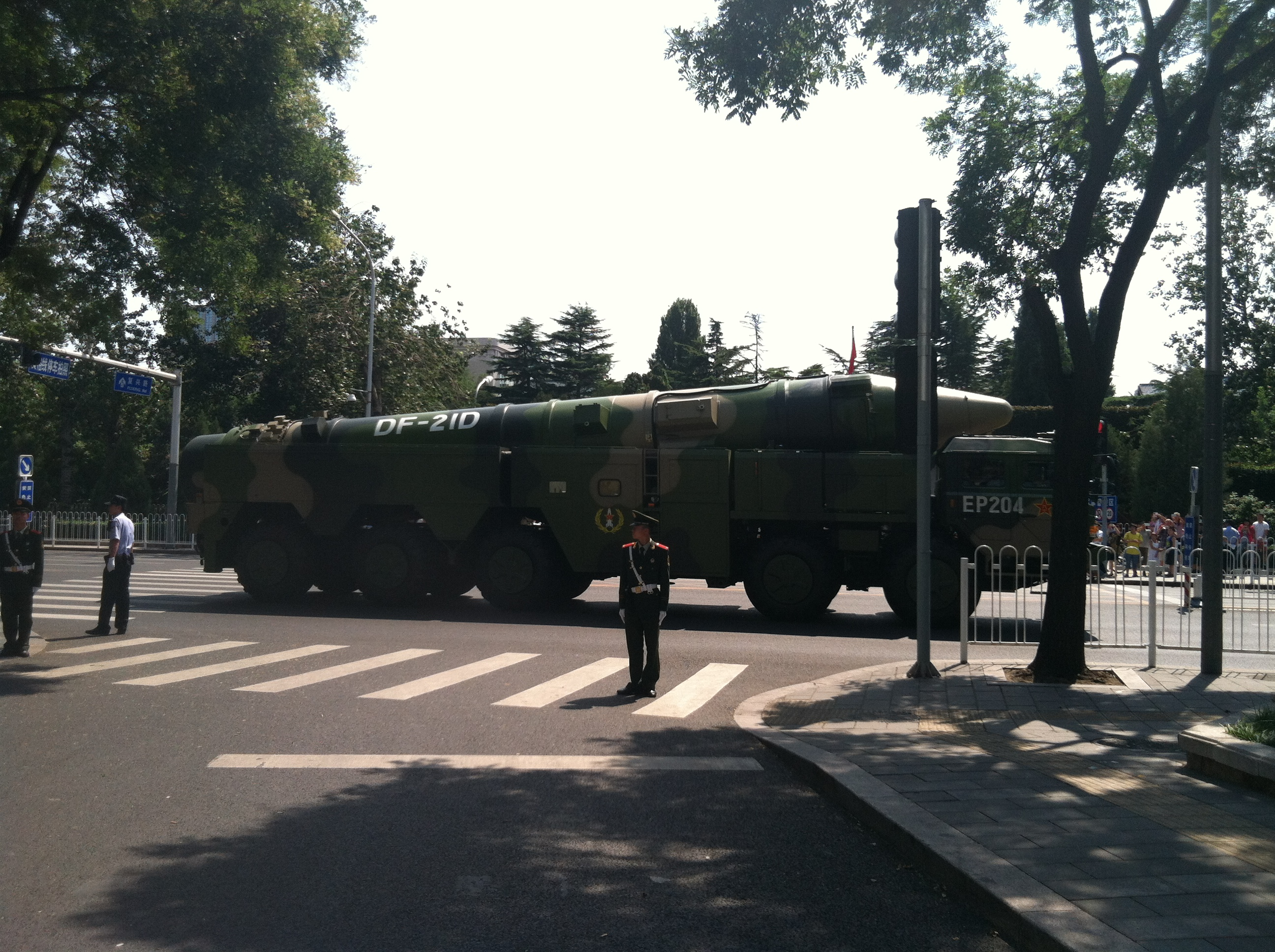
DF-21D

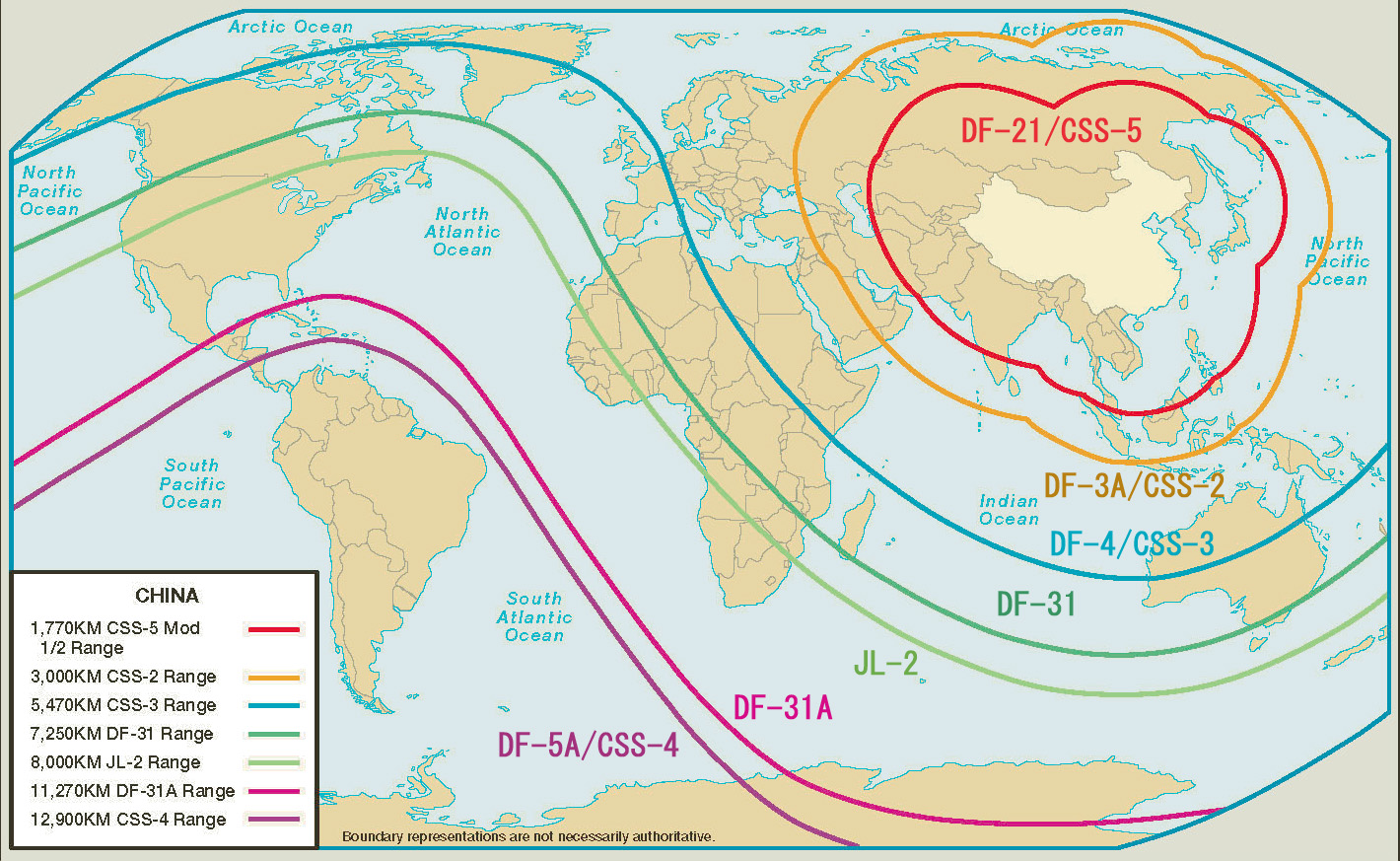
Portée des différents missiles balistiques chinois, dont les DF-21A et DF-21B, en rouge.

La Chine a déclaré avoir développé et testé son premier missile antinavire balistique, désigné DF-21D qui, selon les services de renseignement américains, aurait une portée maximale de plus de 1 450 km. D'après ces mêmes services, le missile n'était toujours pas en service en 2009. Il est supposé que le système de guidage soit en évolution constante, car de nouveaux satellites sont mis en orbite régulièrement.
Le département de la défense des États-Unis détermina en 2010 que la Chine avait développé et atteint le stade de la capacité opérationnelle initiale d'un missile hypersonique basé à terre dérivé du DF-21, équipé d'une charge militaire conventionnelle.
Il s'agirait alors du premier missile balistique à longue portée et basé à terre capable d'engager un porte-avions et son groupe de soutien en mouvement,,. Il combinerait des capacités de mirvage (plusieurs ogives nucléaires séparées) et un système de guidage terminal. Ce missile aurait été testé entre 2005 et 2006, et le lancement des satellites Jianbing-5/YaoGan-1 et Jianbing-6/YaoGan-2 permettrait aux Chinois d'obtenir des informations sur les cibles, grâce à l'emploi de radars à synthèse d'ouverture et de systèmes d'imagerie classiques.
En 2009, l'Institut Naval des États-Unis (United States Naval Institute) détermina que sa charge militaire serait suffisante pour détruire un porte-avions en un seul coup, et qu'il n'y avait « à l'heure actuelle... aucun moyen de défense contre lui » s'il fonctionnait comme cela était supposé.
La marine américaine répondit à cette menace en changeant ses objectifs : elle mit de côté son idée de force de blocage de proximité, employant des navires de la classe Zumwalt opérant en eaux peu profondes, pour revenir à la construction de navires océaniques dotés du système de combat Aegis. Les États-Unis ont également affecté la plupart de ses navires dotés de défense contre les missiles balistiques vers le Pacifique, étendu le programme de défense anti-missile à tous les destroyers et augmenté sa dotation en missiles anti-missiles SM-3. Le pays a également déployé et optimisé un large réseau de surveillance et de poursuite des missiles balistiques, afin de détecter le plus tôt possible une attaque et permettre ainsi aux navires visés de s'éloigner le plus possible de la zone visée, alors que le missile est en vol.
L'emploi d'un tel missile a été décrit par certains experts militaires comme pouvant potentiellement mener à un échange nucléaire, des courses à l'armement locales avec l'Inde et le Japon, ainsi que la disparition pure et simple du traité sur les forces nucléaires à portée intermédiaire, conclu entre les États-Unis et la Russie, mais dont la Chine ne fait pas partie,. D'autres ont également suggéré que la Chine pourrait être en train de développer un DF-21D « mirvé », emportant alors plusieurs missiles indépendants. Les Chinois seraient également en train de développer un radar trans-horizon permettant de localiser des cibles pour ce missile.
Une série de satellites a été lancée depuis 2009, afin d'apporter du soutien au programme ASBM (Anti-Ship Ballistic Missile) :
- Yaogan 7 : satellite électro-optique (9 décembre 2009),
- Yaogan 8 : satellite à radar à synthèse d'ouverture (14 décembre 2009),
- Yaogan 9 : constellation Naval Ocean Surveillance System (NOSS), constituée de 3 satellites en formation (5 mars 2010)[20],
- Yaogan 16 : constellation Naval Ocean Surveillance System (NOSS) (25 novembre 2012).

Un test du missile aurait été effectué contre une cible dans le désert de Gobi en janvier 2013, avec des résultats très probants,.
Un rapport d'analyse russe sur le DF-21D a conclu que la seule façon efficace de contrer ce missile viendrait de l'emploi de contremesures électroniques. les interceptions classiques d'objectifs à très grande vitesse avaient déjà été possibles par le passé, le rapport russe citant d'ailleurs l'opération « Burnt Frost » de 2008, visant à détruire le satellite USA-193 présentant des défauts de fonctionnement à l'aide d'un missile RIM-161 Standard Missile 3 lancé à partir du destroyer USS Lake Erie. Cependant, lors de cette attaque le navire de guerre avait déjà une connaissance importante de sa cible, dont elle connaissait l'existence et dont elle pouvait largement anticiper tous les mouvements. Lors d'une attaque imprévue de la part d'un missile DF-21D, la seule chance de survie de la flotte américaine serait l'emploi de contremesures performantes.
Mais des personnalités mettent en doute les performances du système comme le Chef d'état-major de la Marine nationale française Christophe Prazuck  qui estime, en 2018, que « « Le missile chinois DF-21 […] a fait l’objet d’une grande publicité » et qu'il est un des « concepts en développement dont on parle parfois et qui participent d’une stratégique d’influence ». La « seule manière d’ajuster la cible en phase terminale est d’actionner des espèces de gouvernes. Mais dans ces conditions, la vitesse est un facteur limitant. Pour mettre en œuvre un autodirecteur, il faut réduire la vitesse de manière significative, de telle sorte qu’il ne s’agit plus d’un missile hyper-véloce. » Dès lors, l’on aurait affaire à missile « volant à Mach 1 ou Mach 2, comme c’est le cas aujourd’hui, ce que nous savons intercepter ».
L'apparition du DF-21D a fait dire à certains analystes militaires que les missiles « tueurs de porte-avions » ont rendu obsolète l'emploi de ces navires au sein de l'armée américaine, car ils sont désormais trop vulnérables face à cette nouvelle arme et leur prix ne mérite pas de prendre de risques inconsidérés. Les dirigeants de l'United States Navy et de l'United States Air Force, cependant, ne voient pas en cette arme une arme décisive, au point de rendre inutile d'entrée de jeu tous les porte-avions de l'inventaire américain. Premièrement, des incertitudes demeurent quant à sa réelle mise en service. Les publications chinoises affirmaient que le missile avait été déployé en 2010, alors que les officiels américains avaient rapporté qu'il avait atteint sa capacité opérationnelle initiale cette même année. Ajoutons à cela qu'un déploiement ne signifie pas forcément que le missile est prêt au combat. D'ailleurs, en juillet 2011, l'agence Xinhua News Agency rapporta que le DF-21D était « toujours en phase de recherches », et donc loin d'être opérationnel. Deuxièmement, le missile pourrait ne pas être capable de détruire sa cible à lui-seul. La charge militaire serait apparemment suffisante pour infliger de lourds dommages aux porte-avions, afin de les neutraliser et de les empêcher de mener des opérations aériennes, mais les autres missiles sont habituellement destinés à détruire le navire, plutôt que « simplement » l'écarter du combat... Le troisième point important concerne le problème de la localisation des cibles. Le DF-21D a une portée estimée à une valeur entre 1 666  et   2 778 km, donc un groupe aéronaval devrait d'abord être localisé par le biais d'autres moyens de détection avant le lancement effectif du missile. Les radars trans-horizon seraient alors capables d'assumer ce rôle, mais leur précision relative pourrait toutefois laisser apparaître des différences de plusieurs kilomètres entre la zone estimée par le radar et la position réelle de la cible. La localisation des cibles serait alors effectuée grâce à des satellites de reconnaissance chinois. Des sous-marins et des avions de reconnaissance pourraient également endosser ce rôle, mais ils se trouveraient alors vulnérables face aux défenses ennemies. Enfin, il se pourrait que le missile ait certaines difficultés à atteindre sa cible. En effet, afin de toucher des navires en déplacement à 30 nœuds, le DF-21D est doté d'un radar et de capteurs optiques, qui sont censés le rendre précis, mais il n'a encore jamais été testé contre une cible mouvante, seul face aux éléments et soumis aux contremesures. La longue chaîne d'événements (Kill chain) nécessaire à la réussite de la mission d'un tel missile, nécessite de calculer et de mettre à jour en permanence les données concernant le porte-avions, préparer le lancement, intégrer les données au missile, puis finalement le lancer. Le nombre d'entraînements effectués dans ce but demeure inconnu, les Chinois s'appliquant bien évidemment à garder une telle information secrète, mais la doctrine militaire américaine AirSea Battle, visant à combiner les forces aériennes et navales afin de contrer les menaces asymétriques, viserait tout particulièrement à briser cette fameuse Kill chain. D'autres analystes américains pensent que le DF-21D ne peut pas voler plus vite que Mach 5.
Le véhicule de rentrée du DF-21D semble partager certaines similitudes avec celui du missile américain Pershing II, déployé en 1983 et retiré du service en 1988, à la suite de la ratification du traité sur les forces nucléaires à portée intermédiaire. Les Reentry Vehicles (RV) du Pershing II avaient une masse de 640 kg et voyageaient à Mach 8. Ils étaient dotés de quatre surfaces de contrôle, qui leur permettaient d'effectuer un redressement sous un facteur de charge de 25 G après avoir effectué la rentrée atmosphérique, puis ils planaient sur une distance de 56 km vers la cible et terminaient leur vol par un piqué sur elle. Des manuels d'entraînement de l'US Army à propos du missile sont disponibles sur internet et la littérature open-source publique le décrit également. Le DF-21 possède une portée et une charge utile similaires à celles du Pershing II. Même si beaucoup d'encre a coulé, concernant les capacités théoriques du missile à causer des dommages, en se basant essentiellement sur sa vitesse et son énergie cinétique, l'institut australien de stratégie politique (IASP) a calculé que l'énergie dégagée par l'impact d'un véhicule de rentrée inerte de 500 kg volant à Mach 6 serait assez proche de celle dégagée lors de l'action combinée de vitesse + explosion d'un missile subsonique américain Harpoon, ce qui correspondrait seulement à un quart de l'énergie dégagée par un missile russe Kh-22 supersonique, d'une masse de 5 800 kg et transportant sa charge militaire de 1 000 kg à Mach 4. Le missile fut montré au public lors de la parade militaire de Pékin du 3 septembre 2015, qui célébrait les 70 ans de la fin de la seconde Guerre mondiale,. Une vidéo de la parade montre les missiles avec un marquage « DF-21D ».
D'autres études, menées par la firme McDonnell Douglas dans les années 1980, déterminèrent que ces petites ogives pourraient causer au-moins assez de dégâts aux navires pour qu'ils soient mis hors d'état de nuire, étant dès lors coincés dans les ports pour de longues réparations.
Une étude de la république populaire de Chine parue en octobre 2002 estime que pour couler un Nimitz, il faut :
- Soit 5 à 12 torpilles de 300 kg de charge explosive;
- Soit 6 à 34 bombes de 400 kg de charge explosive;
- Soit 5 à 28 missiles antinavires de 300 kg de charge explosive;

Pour lui faire perdre sa capacité de combat, entre 2 et 5 munitions suffisent.

## CH-AS-X-13
Une version du DF-21D lancée par un bombardier est en cours de développement depuis 2005. Ce Missile aérobalistique a reçu la désignation CH-AS-X-13 par les services de renseignement des États-Unis.

### DF-26

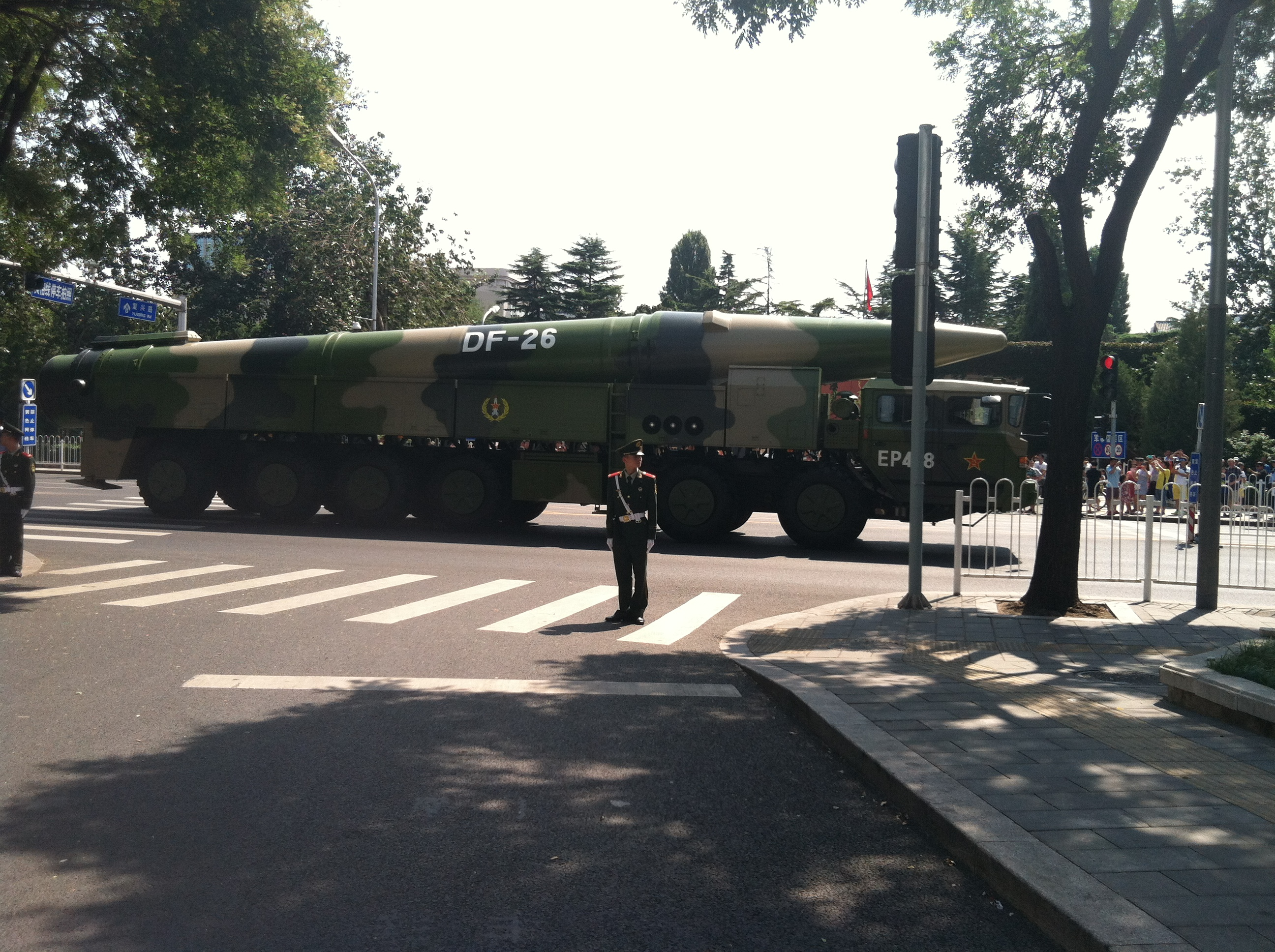
Le DF-26, vu sur son camion porteur après la parade militaire du 3 septembre 2015 à Pékin, célébrant les 70 ans de la fin de la Seconde Guerre mondiale.

Le DF-26 est une évolution du DF-21, avec une portée augmentée estimée à 3 500 km ou 4 000 km. Il s'agit d'un engin à deux étages à propergol solide, qui remplace le DF-4 à ergols liquides.
Son existence a été confirmée au milieu des années 2010, mais il était déjà en service depuis plusieurs années,. Le département de la Défense des États-Unis, dans son rapport de 2013 au congrès traitant des développements militaires chinois, ne faisait pourtant pas état du DF-26 comme étant un missile en service. Le missile fut montré au public lors de la parade militaire de Pékin du 3 septembre 2015, qui célébrait les 70 ans de la fin de la Seconde Guerre mondiale, à l'occasion de laquelle il fut confirmé que le DF-26 était aussi un missile balistique antinavire, et qu'il était capable d'engager des cibles navales de moyen ou fort tonnage (utilisant probablement des véhicules de rentrée hypersoniques comme le WU-14),. Le premier tir opérationnel a officiellement lieu mi-2016, probablement le 31 août.
La portée du DF-26 lui permet d'atteindre les îles de Guam et de Diego Garcia et de menacer les installations militaires américaines qui s'y trouvent, en particulier la base aérienne d'Andersen (qui est l'une des rares à pouvoir accueillir les bombardiers furtifs B-2), ce qui lui a valu le surnom de « Guam killer » (« le tueur de Guam »). Le nom est cependant mal trouvé, car les missiles chinois précédents étaient également capables d'atteindre cette base, mais le DF-26 est le premier à pouvoir le faire avec une charge conventionnelle, au lieu d'une charge nucléaire. Il est doté de trois étages et il est lancé depuis un véhicule tracteur-érecteur-lanceur (TEL) à douze roues motrices, qui lui procure de la mobilité et la possibilité de se cacher dans des hangars souterrains rapidement après avoir fait feu, afin de rester à l'abri d'une riposte. Le Pentagone a connaissance du missile depuis au-moins 2007. Son nez allongé intègre peut-être un système de guidage terminal, afin de coller idéalement à son rôle de missile antinavire, démontrant au passage la capacité des Chinois à menacer les navires américains à une portée deux fois supérieure à celle du DF-21D,.

### KT anti-satellite
Les missiles antisatellites ou antimissiles balistiques de la série KT (Kaituozhe) seraient basés sur le DF-21, même si très peu de données sont disponibles à leur sujet, en raison du secret qui entoure le projet. Ils ont probablement été mis au point en se basant sur l'expérience acquise avec les missiles Fan Ji (en chinois : « 反击 », signifiant « contre-attaque »), développés quelques décennies auparavant.
Quatre modèles ont été produits à l'heure actuelle, incluant les KT-1, KT-2, KT-2A et KT-III :
- KT-1 : Conçu pour engager des cibles sub-orbitales[37].
- KT-1A : KT-1 amélioré[38].
- KT-409 : Version améliorée propulsée par du propergol solide[38].
- SC-19 : Variante du KT-1.
- KT-2 : Conçu pour engager des cibles en orbite terrestre basse, à des altitudes pouvant atteindre 600 km[37].
- KT-2A : Conçu pour engager des cibles en orbite polaire[37].
- KT-III : Conçu pour engager des cibles situées à une altitude de 1 000 km ou supérieures.

Il est supposé que d'autres versions soient encore au stade du développement, mais ces affirmations restent à vérifier.

## Ventes à l'Arabie saoudite
En janvier 2014, le magazine d'actualité américain Newsweek révéla que l'Arabie saoudite avait secrètement acheté quelques missiles DF-21 en 2007. Il affirmèrent également que la CIA avait autorisé la vente, dès l'instant que les missiles étaient ensuite modifiés pour ne pas emporter d'ogive nucléaire. Auparavant, les Saoudiens avait déjà acheté en secret le missile chinois DF-3A, en 1988, qui fut ensuite dévoilé par les États-Unis. Alors que le DF-3 était doté d'une portée plus importante, il fut également conçu pour emporter une charge nucléaire, et était donc d'une précision médiocre s'il était doté d'une charge conventionnelle (ECP de 300 m). Il ne serait utile que contre des cibles occupant une importante surface au sol, par exemple des villes ou des bases militaires. Cette caractéristique les a rendu totalement inutiles lors de la guerre du Golfe, pour répondre aux attaques de missiles Scud irakiens, car ils auraient fait de nombreuses victimes civiles et n'auraient pas été aussi efficaces que les attaques aériennes de la coalition.
Après la guerre, les Saoudiens et la CIA travaillèrent ensemble pour autoriser l'achat sous couverture des missiles DF-21 chinois. Le DF-21 est propulsé par du propergol solide, contrairement au DF-3, et il nécessite donc beaucoup moins de temps pour être préparé au lancement. Il a une erreur circulaire probable de seulement 30 m, ce qui lui permet d'être employé contre des bâtiments ou des palais. Les Saoudiens n'ont apparemment pas de lanceurs mobiles, comme ceux des Chinois, mais il se pourrait bien qu'ils aient modifié ceux qu'ils possédaient pour lancer le DF-3. Le nombre de missiles détenus est inconnu. Le magazine Newsweek suppose que les détails de la vente qui ont été rendus publics feraient partie de la politique de dissuasion opérée contre l'Iran,.

## Utilisateurs
- Chine : Second corps d'artillerie.
- Arabie saoudite : Équipés uniquement de charges conventionnelles.